# Parafia św. Barbary w Jaszkowie
Parafia Świętej Barbary w Jaszkowie – parafia rzymskokatolicka, znajdująca się w archidiecezji poznańskiej, w dekanacie śremskim. 